# Павшозеро (озеро, Вытегорский район, восточное)
Павшозеро — пресноводное озеро на территории Оштинского сельского поселения Вытегорского района Вологодской области.

## Физико-географическая характеристика
Площадь озера — 0,8 км². Располагается на высоте 164,8 метров над уровнем моря.
Форма озера продолговатая: оно почти на два с половиной километра вытянуто с северо-запада на юго-восток. Берега изрезанные, каменисто-песчаные, местами заболоченные.
Из юго-восточной оконечности озера вытекает Павшручей, впадающий с левого берега в реку Мегру, впадающую, в свою очередь, в Онежское озеро.
Населённые пункты и автодороги вблизи водоёма отсутствуют.
Код объекта в государственном водном реестре — 01040100611102000020056.